# Smrekov trohnobnež
Smrekov trohnobnež (znanstveno ime Heterobasidion parviporum) je gliva iz rodu trohnobnežev (Heterobasidion). Vrsta je dolgo veljala za borovega trohnobneža (Heterobasidion annosum), ki raste na smrekah, dokler niso z raziskavami medsebojnega parjenja ugotovili, da gre za različni vrsti.

## Značilnosti
Klobuk je temno rjave barve z belim rastnim robom in ima fino polsteno površino.
Trosovnica je kremno bele barve in sestavljena iz cevk z majhnimi in gostimi porami (4 do 6 na mm) in so bolj goste, kot pri borovemu trohnobnežu.

## Razširjenost in življenjski prostor
Je zajedalec na iglastem drevju, predvsem na smreki. Gobe se pogosto pojavijo šele ko drevo odmre. Povzroča rdečo trohnobo iglavcev in velja za zelo uničujočo patogeno glivo.

## Mikroskopske značilnosti
Trosni odtis je bele barve. Trosi so drobno zrnati in merijo 4,3–5,4 x 3,7–4,3 μm.

## Podobne vrste
- borov trohnobnež (Heterobasidion annosum) raste na borih, je večji in bolj robusten, nima polstene površine klobuka, ter ima večje trose.
- jelov trohnobnež (Heterobasidion abietinum) raste na jelkah

## Uporabnost
Neužiten.